# Verachthonius montanus
Verachthonius montanus är en kvalsterart som först beskrevs av Hammer 1952.  Verachthonius montanus ingår i släktet Verachthonius och familjen Brachychthoniidae. Inga underarter finns listade i Catalogue of Life.